# Osian Roberts
Osian Roberts (Anglesey, 18 de agosto de 1965) é um treinador de futebol galês e ex-jogador que é o líder de desenvolvimento do Como, clube italiano da Serie A. Em 2014, ele foi descrito na mídia como "o homem mais influente do futebol galês."

## Vida pregressa
Roberts nasceu em Anglesey, e foi criado em Bodffordd, na ilha.

## Carreira
Roberts foi um meio-campista, e foi capitão do time de Escolas Galesas. Ele jogou no norte do País de Gales pelo Bangor City, Bethesda Athletic e Llangefni Town, antes de se mudar para os Estados Unidos aos 19 anos de idade após receber uma bolsa de estudos para frequentar a Furman University. Na Furman, ele foi escolhido jogador do ano da Conferência do Sul em 1986 e 1988. Mais tarde, ele jogou na  American Professional Soccer League pelo New Mexico Chiles, onde foi jogador-treinador.
Após retornar ao País de Gales, ele se tornou Gerente de Desenvolvimento de Futebol de Anglesey, em 1991.
Em junho de 2007, Roberts renunciou como técnico do Porthmadog para assumir a posição de diretor técnico da Associação de Futebol do País de Gales. Ele também treinou o time sub-16, o time sub-18 e os Times B de Gales, assim como ajudou a treinar o time feminino sub-17. Em 2014, ele foi o assunto da série documental chamada Byd Pêl-droed Osian Roberts; que foi exibida no S4C.
Em 21 de julho de 2015, Roberts foi promovido a técnico assistente da Seleção Galesa de Futebol sob comando do técnico da equipe Chris Coleman. Coleman renunciou da função de técnico em novembro de 2017 e Roberts declarou que desejava se tornar o novo técnico da seleção. Roberts foi mantido como técnico assistente após a nomeação de Ryan Giggs como técnico de Gales
Em 1 de agosto de 2019, foi anunciado que Roberts se tornara diretor técnico da Seleção Marroquina de Futebol. Ele renunciou em julho de 2021.
Em agosto de 2021, ele se tornou técnico assistente de Patrick Vieira no Crystal Palace. Vieira foi demitido pelo Crystal Palace em março de 2023 com Roberts e outros da equipe técnica também sendo dispensados.
Em dezembro de 2023, o clube italiano Como anuncia a nomeação de Roberts como seu novo técnico interino até o fim da temporada 2023–24 da Serie B, substituindo Cesc Fàbregas; ele também atuou como chefe de desenvolvimento para o clube. Por fim, ele guiou o clube para a promoção à Serie A, após 21 anos, ao terminar na segunda posição.

## Estatísticas como técnico
- Atualizado até partida jogada em 10 de maio de 2024 [22]

| Como 1907 (interino)      | 20 de dezembro de 2023 | presente Predefinição:WDL |
| Total Predefinição:WDLtot |                        |                           |